# جوديلي بيندري
جوديلي إجناسيو بيندري (من مواليد 29 أبريل 1993 في الفلبين) عارضة أزياء وشخصية تلفزيونية فلبينية. اشتهرت بظهورها كمتسابقة في الموسم الثاني من آسيا نيكت توب موديل، حيث مثلت الفلبين. تخرجت من جامعة سانتو توماس.